# IOS
iOS (раније iPhone OS) је мобилни оперативни систем компаније Епл. Првобитно је развијен за ајфон, а касније и за ајпод тач, ајпад и Епл ТВ. Епл не дозвољава покретање iOS система на хардверу других произвођача. Од 1. септембра 2010, Еплов сервис Ап стор садржи 1,96 милиона апликација за iOS, које су преузете више од 6,5 милијарди пута. iOS је базиран на Епловом оперативном систему OS X који је базиран на систему Darwin BSD и стога припада групи јуниксоликих оперативних система.
Актуелни оперативни систем iOS 15 користи око 5.5 GB простора на меморији, што варира у зависности од модела.
Овај оперативни систем је најављен 9. јануара 2007. и објављен јуна исте године. 17. октобра 2007. је најављен пакет софтверских развојних алата за овај мобилни систем (iOS SDK) чија је бета верзија изашла 6. марта 2008. као и званични назив система, iPhone OS. Јуна 2010. Епл је променио име оперативног система у iOS. Најновија верзија iOS оперативног система је iOS 13 који је објављен 3. јуна 2019.

## Архитектура
Архитектура iOS оперативног система се састоји из више софтверских слојева од којих сваки пружа оквире за програмирање и развој апликација које користе хардвер који се налази у основи. iOS има основу која је слична оној коју има јуникс оперативни систем.
Свака апликација може приступити сваком од приказаних слојева на стеку да би извршила задатак на уређају. Међутим, сваки слој пружа виши ниво апстракције у односу на рад са хардвером. При програмирању апликација за iOS треба се трудити да се решења нађу у вишим слојевима пре него што се приступи писању кода који залази у ниже слојеве.